# Turismo en Dubai

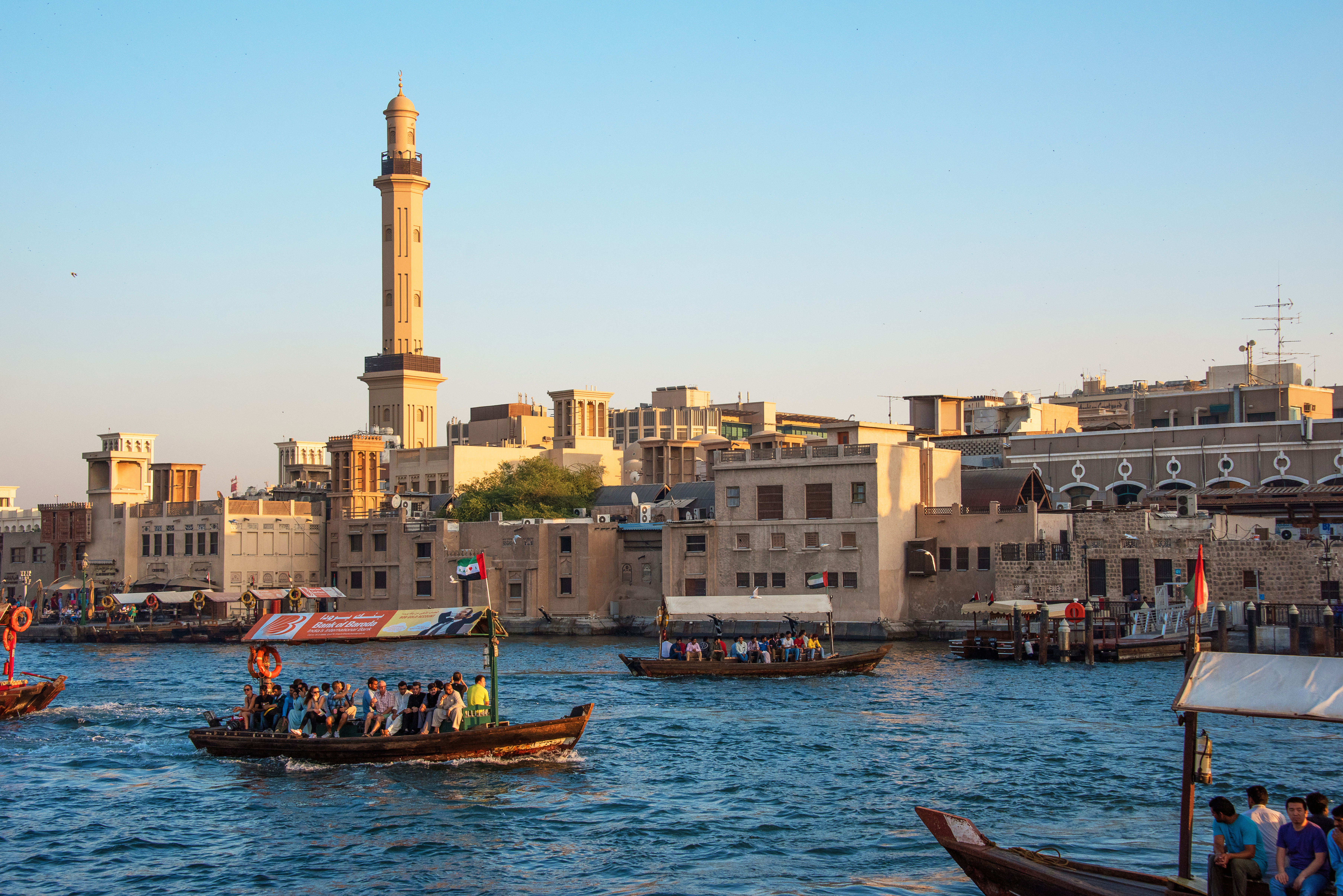
El barrio histórico de Al Fahidi, también llamado Al Bastakiya, es el distrito histórico de Dubái y su principal destino turístico.

Dubái es uno de los principales destinos turísticos del mundo y el turismo en Dubái representa una importante fuente de ingresos. La ciudad recibió 14,9 millones de visitantes en 2016. En 2018, Dubái fue la cuarta ciudad más visitada del mundo según el número de visitantes internacionales.

## Historia
El descubrimiento de petróleo en 1966 inició el desarrollo de la actual Dubái, sin embargo, el jeque Rashid bin Saeed Al Maktoum (gobernante desde 1958 hasta 1990) se percató de que un día Dubái se quedaría sin petróleo y comenzó a construir una economía que lo sobreviviera. Una cita comúnmente atribuida a Sheikh Rashid refleja su preocupación de que el petróleo de Dubái, que se descubrió en 1966 y comenzó a producir en 1969, se agotaría en unas pocas generaciones. El jeque Rashid declaró: "Mi abuelo montaba un camello, mi padre montaba un camello, yo conduzco un Mercedes, mi hijo conduce un Land Rover, su hijo conducirá un Land Rover, pero su hijo montará un camello". El jeque Rashid se dio cuenta temprano de que necesitaba diversificar la economía del emirato de Dubái basándose en la historia comercial de la ciudad y por lo tanto se propuso establecer a Dubái como el centro comercial y de servicios de la región. En 1979, logró establecer el puerto de Jebel Ali, que se convirtió en el centro de envío logístico para todos los Emiratos Árabes Unidos y el puerto artificial más grande del mundo. También mejoró el Aeropuerto Internacional de Dubái y construyó el World Trade Center de Dubái, que entonces era el edificio más alto de Oriente Medio . A fines de la década de 1970, se preparó el escenario para la diversificación de la economía de Dubái, alejándose del petróleo y enfocándose hacia otras áreas, como el turismo.
En 1989, se estableció la Junta de Promoción del Comercio y el Turismo de Dubái para promocionar Dubái como un destino de lujo para el mercado de alto nivel y los sectores empresariales influyentes. En enero de 1997, fue reemplazado por el Departamento de Marketing Turístico y Comercial (DTCM).
En mayo de 2013, el gobierno de Dubái lanzó la Estrategia de Turismo de Dubái 2020, con el objetivo clave de atraer a 20 millones de visitantes al año para 2020 y hacer de Dubái un destino de primera elección para los viajeros internacionales de ocio y de negocios. En 2018, la estrategia se amplió al establecer nuevos objetivos de atraer de 21 a 23 millones de visitantes en 2022 y de 23 a 25 millones de visitantes para 2025.
La necesidad de mantener su industria turística ha obstaculizado la respuesta de Dubái a la pandemia de COVID-19. Junto con COVID-19, el sector turístico de Dubái también se ha visto afectado por una mayor conciencia internacional sobre el estado de los derechos humanos en el emirato y, en particular, el trato de la princesa Latifa bint Mohammed Al Maktoum .

## Visitantes y gasto de los visitantes
Desde 1982, Dubái siguió siendo uno de los destinos turísticos de más rápido crecimiento. En 2002, los visitantes procedían principalmente de otros miembros del Consejo de Cooperación del Golfo, que representaron el 34% de los turistas, el sur de Asia representó el 25%, otros estados árabes el 16%, Europa el 15% y África el 9%. En 2003, los ingresos del turismo superaron los mil millones de dólares, por encima de los ingresos del petróleo para representar directa e indirectamente más del 17% y el 28% del PIB, respectivamente.
De enero a junio de 2019 8,36 millones de turistas internacionales visitaron Dubái. La mayoría de los visitantes procedían de India (997.000), seguida de Arabia Saudita (755.000) y Reino Unido (586.000).
El Índice de Ciudades de Destino Global 2019 de Mastercard encontró que los turistas gastan más en Dubái que en cualquier otro país. En 2018, el país encabezó la lista por cuarto año consecutivo con un gasto total de $30.820 millones, un aumento del 3,8 % con respecto a 2017 ($29.700 millones). El gasto promedio por día fue de $553.
| Año  | Total visitantes internacionales | aumento/disminución | Gasto de visitantes ($) |
| ---- | -------------------------------- | ------------------- | ----------------------- |
| 1982 | 374.400                          |                     |                         |
| 1990 | 632.903                          | 69,04%              |                         |
| 1991 | 716.642                          | 13,23%              |                         |
| 1992 | 944.350                          | 31,77%              |                         |
| 1993 | 1.088.000                        | 15,21%              |                         |
| 1994 | 1.239.000                        | 13,88%              |                         |
| 1995 | 1.601.000                        | 29,22%              | 632.000.000             |
| 1996 | 1.768.000                        | 10,43%              | 743.000.000             |
| 1997 | 1.792.000                        | 1,36%               | 814.000.000             |
| 1998 | 2.184.000                        | 21,88%              | 859.000.000             |
| 1999 | 2.481.000                        | 13,60%              | 893.000.000             |
| 2000 | 3.027.000                        | 22,01%              | 1.063.000.000           |
| 2001 | 3.626.625                        | 1,81%               | 1.200.000.000           |
| 2002 | 4.756.280                        | 31,15%              | 1.332.000.000           |
| 2003 | 4.980.228                        | 4,71%               | 1.438.000.000           |
| 2004 | 5.420.000                        | 8,83%               | 1.593.000.000           |
| 2005 | 6.160.003                        | 13,65%              | 3.218.000.000           |
| 2006 | 6.441.670                        | 4,57%               | 4.972.000.000           |
| 2007 | 6.900.000                        | 7,12%               | 6.072.000.000           |
| 2008 |                                  |                     | 7.162.000.000           |
| 2009 | 7.580.000                        |                     | 7.352.000.000           |
| 2010 | 8.410.000                        | 10,95%              | 8.577.000.000           |
| 2011 | 9.910.000                        | 17,84%              | 9.204.000.000           |
| 2012 | 10.950.000                       | 10,49%              | 10.924.000.000          |
| 2013 | 12.900.000                       | 17,81%              | 12.389.000.000          |
| 2014 | 13.200.000                       | 2,33%               | 15.221.000.000          |
| 2015 | 14.200.000                       | 7,58%               | 17.481.000.000          |
| 2016 | 14.870.000                       | 4,72%               | 19.496.000.000          |
| 2017 | 15.790.000                       | 6,19%               | 21.048.000.000          |
| 2018 | 15.920.000                       | 0,82%               | 21.390.000.000          |
| 2019 | 16.730.000                       | 5,09%               |                         |
| 2020 | 5.510.000                        | -67,07%             |                         |

## Alojamiento
En los últimos tres años, Dubái experimentó un aumento en los hoteles de 4 y 5 estrellas y el número de habitaciones, pero una disminución en los apartamentos de hotel estándar. El número total de habitaciones aumentó en 9.098 de 2015 a 2017, un aumento del 9,25%. Antes de la Expo 2020 , los hoteles en Dubái estaban reduciendo las tarifas de las habitaciones para estimular la demanda a medida que se aceleraba la oferta. Según datos de agosto de 2019, los hoteleros de Dubai informaron un aumento del 7,6% en la oferta frente al aumento del 7,4% en la demanda. Las tarifas promedio por habitación se ubicaron en AED 486 en junio de 2019, mientras que en el mismo mes de 2018 las tarifas promedio por habitación fueron de 544 AED. En julio de 2019, Jumeirah Group LLC de Dubai despidió a 500 personas debido a la disminución del turismo. En el segundo trimestre de 2019, el sector de la hostelería tuvo el peor trimestre desde 2009.
|                                                   | 2014   | 2015   | 2016    | 2017    | 2018    | 2019    | 2020    |
| ------------------------------------------------- | ------ | ------ | ------- | ------- | ------- | ------- | ------- |
| Hoteles 5 estrellas totales                       |        | 91     | 96      | 103     | 113     | 128     | 134     |
| Total de habitaciones de hotel de 5 estrellas     |        | 31.551 | 33.122  | 35.853  | 38.543  | 43.133  | 44.067  |
| Hoteles 4 estrellas totales                       |        | 106    | 112     | 122     | 146     | 158     | 161     |
| Total de habitaciones de hotel de 4 estrellas     |        | 21.208 | 22.990  | 25.289  | 29.908  | 33.120  | 34.905  |
| Total de hoteles de 1 a 3 estrellas               |        | 264    | 267     | 260     | 260     | 258     | 225     |
| Total de habitaciones de hotel de 1 a 3 estrellas |        | 19.714 | 21.767  | 21.591  | 22.634  | 24.491  | 21.732  |
| Total apartamentos hotel (deluxe/superior)        |        | 66     | 66      | 65      | 68      | 68      | 74      |
| Total habitaciones deluxe/superior                |        | 9.641  | 9.519   | 9.786   | 10.522  | 10.520  | 11.845  |
| Total apartamentos hotel (estándar)               |        | 150    | 140     | 131     | 129     | 129     | 117     |
| Habitaciones estándar totales                     |        | 16.219 | 15.447  | 14.930  | 14.360  | 14.856  | 14.398  |
| Establecimientos totales                          | 657    | 677    | 681     | 681     | 716     | 741     | 711     |
| Habitaciones totales disponibles                  | 92.333 | 98.333 | 102.845 | 107.431 | 115.967 | 126.120 | 126.947 |
| Ocupación media                                   | 79%    | 77%    | 78%     | 78%     | 76%     | 75%     | 54%     |

## Atracciones

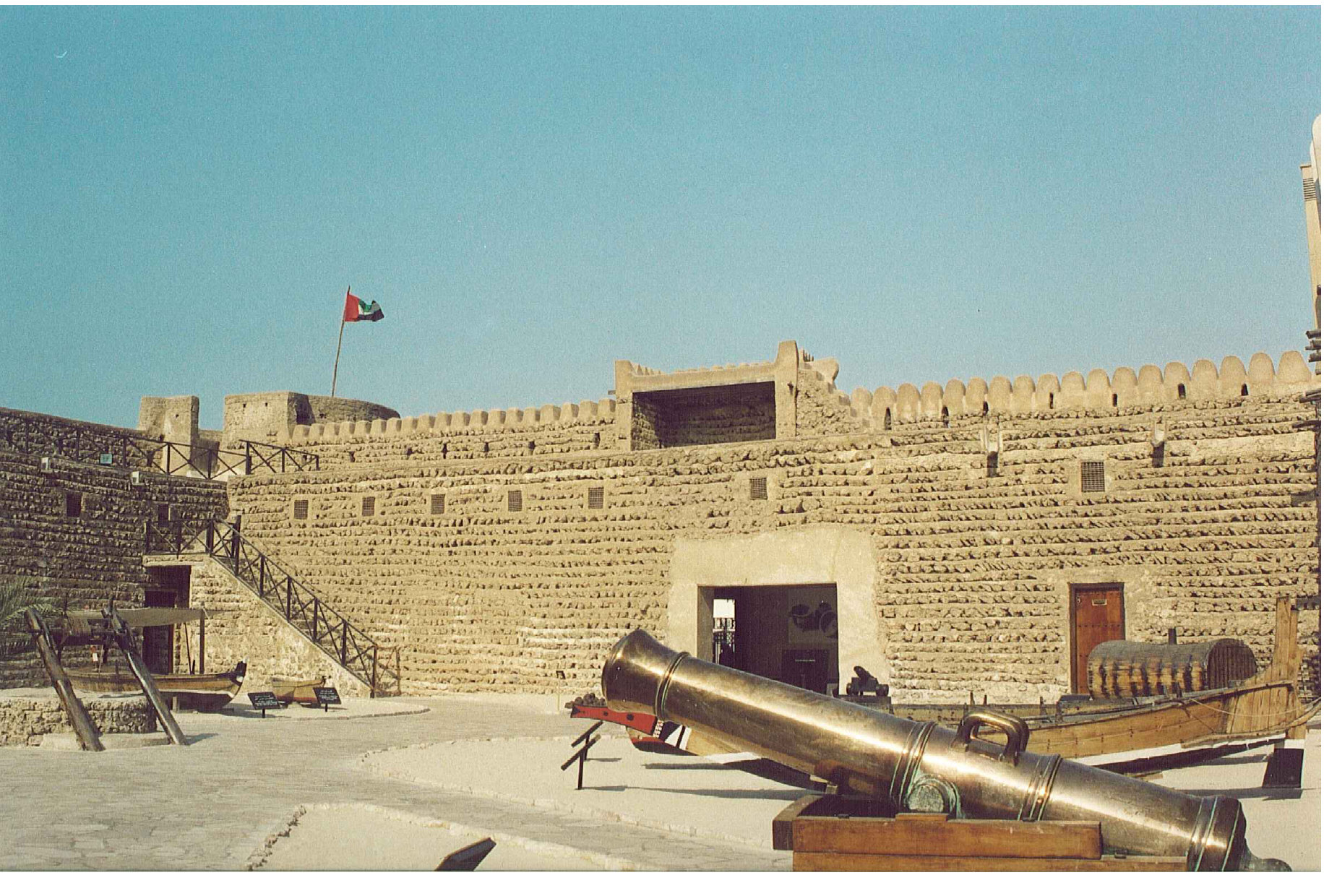
Fuerte Al Fahidi

Los aspectos de la antigua cultura de Dubái, aunque ocasionalmente eclipsados por el auge del desarrollo económico, se pueden encontrar visitando lugares alrededor del arroyo, que divide a Dubái en dos mitades, Bur Dubái y Deira. Los edificios que bordean el lado de Bur Dubai del arroyo proporcionan el encanto principal de la ciudad vieja. Heritage Village es una de las pocas partes que quedan del Dubái histórico, conteniendo edificios preservados. El Diving Village contiguo ofrece exhibiciones sobre el buceo y la pesca de perlas. The Diving Village forma parte de un ambicioso plan para convertir toda la zona de "Shindagha" en una ciudad cultural, recreando la vida en Dubái como era en el pasado.
Otras atracciones incluyen la Casa Sheikh Saeed Al Maktoum; el Museo de Dubai en el Fuerte Al Fahidi restaurado, que fue erigido alrededor de 1799; y el Heritage Village de Hatta, situado a 115 kilómetros al sureste de la ciudad de Dubái, en el corazón de las montañas rocosas de Hatta. La historia del pueblo se remonta entre 2000 - 3000 años. Consta de 30 edificios, cada uno de los cuales difiere en tamaño, diseño interior y materiales de construcción utilizados. Se tuvo mucho cuidado en elegir los mismos materiales que se utilizaron cuando se construyó originalmente durante la renovación, como barro, heno, sándalo y hojas de palma. La Mezquita Sharia es una antigua mezquita construida a principios del siglo XIX con los mismos materiales de construcción y consta de una gran sala de oración, un patio, un minarete y otros cuartos de servicio. Otros museos incluyen la Escuela Al Ahmadiya .

### Compras

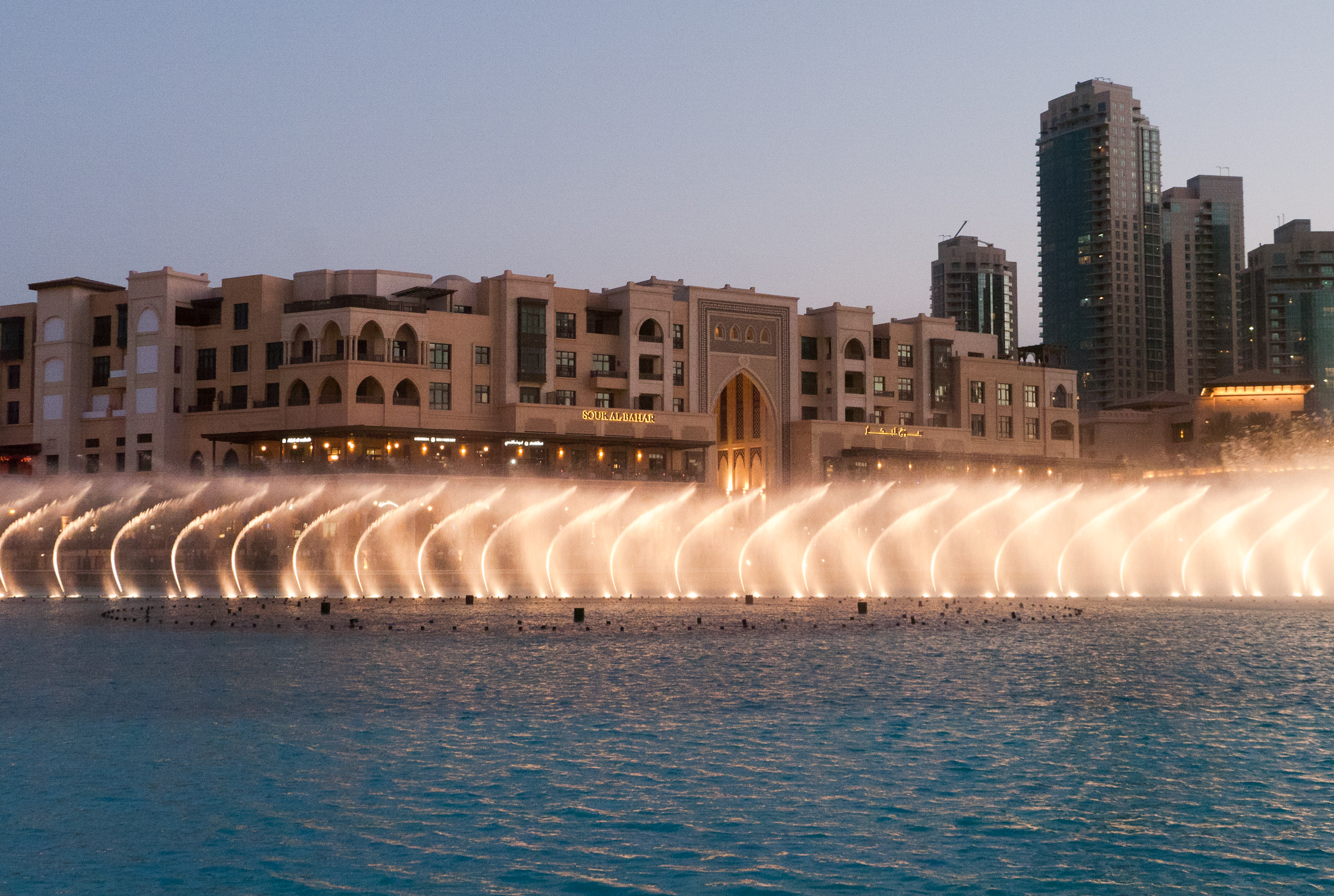
Fuente de Dubái en el Dubai Mall.

Dubái ha sido apodada la "capital de las compras de Oriente Medio". La ciudad atrae a un gran número de turistas de compras de países de la región y de lugares tan lejanos como Europa del Este, África y el subcontinente indio. Dubái es conocida por sus distritos de zocos. Souk es la palabra árabe para mercado o lugar donde se traen o intercambian cualquier tipo de bienes. Tradicionalmente, los dhows del Lejano Oriente, China, Sri Lanka e India descargaban su carga y las mercancías se regateaban en los zocos adyacentes a los muelles.
Modernos centros comerciales y boutiques también se encuentran en la ciudad. Dubai Duty Free en el Aeropuerto Internacional de Dubai ofrece mercancías para los pasajeros multinacionales que utilizan el Aeropuerto Internacional de Dubai. Fuera de las áreas libres de impuestos y las principales ventas, Dubai tiene la reputación de ser uno de los destinos de compras más caros del mundo.
Si bien las boutiques, algunas tiendas de electrónica, los grandes almacenes y los supermercados pueden operar con precios fijos, la mayoría de los demás puntos de venta consideran la negociación amistosa como una forma de vida.
Los numerosos centros comerciales de Dubái satisfacen las necesidades de todos los consumidores. Es probable que los automóviles, la ropa, las joyas, la electrónica, los muebles, los equipos deportivos y cualquier otro bien estén bajo el mismo techo.
El Dubai Shopping Festival es un festival de un mes de duración que se celebra durante el mes de enero de cada año. El festival reúne espectáculos musicales, exposiciones de arte y bailes folclóricos.
Dubai Summer Surprises (DSS) es la versión de verano del Dubai Shopping Festival que se lleva a cabo durante junio, julio y agosto. El gobierno de Dubái lanzó Dubai Summer Surprises en 1998 para promocionar Dubái como destino de vacaciones familiares. DSS ofrece diversión, entretenimiento, ofertas en comida y grandes ofertas en compras.

## Sensibilidad cultural
Los turistas deben obedecer algunas restricciones religiosas musulmanas en público, incluso si ellos mismos no son musulmanes, como abstenerse de comer o beber en lugares públicos durante el día durante el Ramadán .
Dubai tiene un código de vestimenta modesto como parte de su ley penal. No se recomiendan blusas sin mangas ni vestidos cortos en Dubai Mall. Se recomienda que la ropa tenga la longitud adecuada.
La homosexualidad está penalizada en Dubái, incluso para los turistas. Sin embargo, hay una vibrante escena gay clandestina en Dubai y las autoridades no buscan activamente a los homosexuales para hacer cumplir la ley.

## Transporte

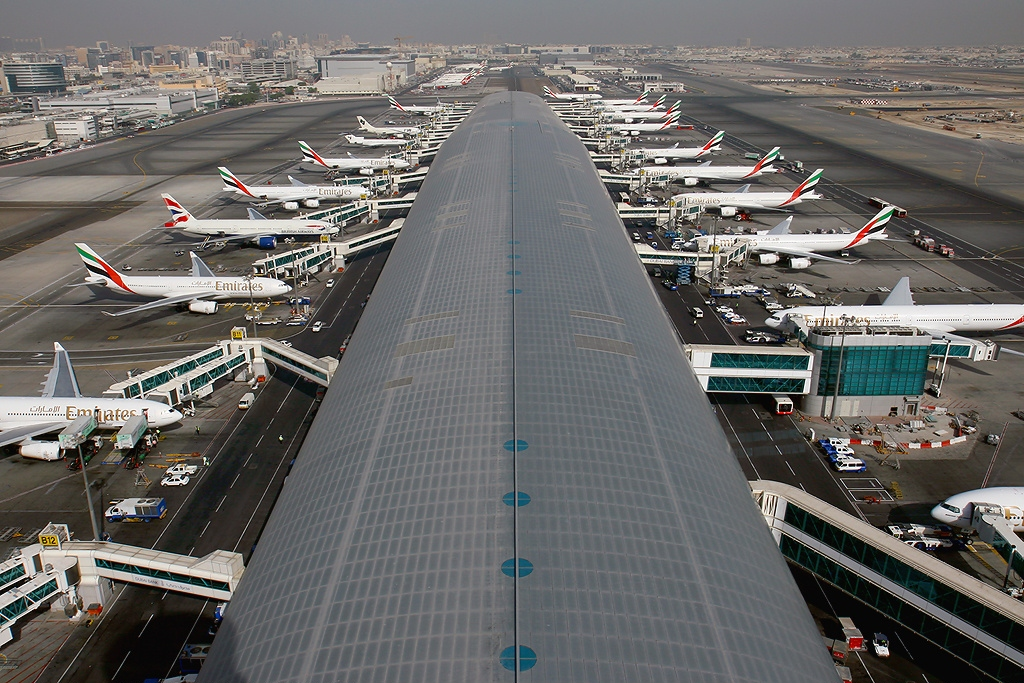
El Aeropuerto Internacional de Dubái es el aeropuerto más transitado del mundo por tráfico internacional de pasajeros.

La mayoría de las capitales y otras ciudades importantes tienen vuelos directos a Dubái. Más de 120 aerolíneas operan desde y hacia el Aeropuerto Internacional de Dubái a más de 260 destinos. El Aeropuerto Internacional de Dubái es el aeropuerto más transitado del mundo por tráfico internacional de pasajeros . Dubái es también la base de operaciones de Emirates Airline, que opera servicios programados a más de 100 destinos.
En junio de 2009, la aerolínea Emirates designó un área de manejo especial en las salidas y llegadas para pasajeros con necesidades especiales, lo que permite a los pasajeros en silla de ruedas recibir un servicio más personalizado. 
El establecimiento de la primera terminal de cruceros en Dubái en 2001 y la inauguración de la Nueva Terminal de Cruceros de Dubái mejorada en febrero de 2010 con mayor capacidad de manejo ha llamado la atención de los operadores de líneas de cruceros. Los cruceros a Dubái salen desde: Singapur, Sídney, Atenas, Dover, Venecia, Ciudad del Cabo, Civitavecchia, El Pireo, Alejandría, Estambul, Nueva York, Southampton, Barcelona, Fort Lauderdale, Miami, Los Ángeles, Bombay, Hong Kong, Shanghái, Monte Carlo, Mombasa, Victoria y Cairns, entre otros. 
Los Emiratos Árabes Unidos tienen una red de carreteras que conectan las principales ciudades y pueblos, incluida una autopista de varios carriles entre Dubái y Abu Dabi, con acceso desde y hacia los países limítrofes de Arabia Saudita y Omán. Las autopistas y carreteras principales de Dubái y los Emiratos Árabes Unidos están designadas con un número de ruta de los Emiratos. Los límites de velocidad se muestran en las señales de tráfico y suelen ser de 60–80 km/h alrededor de la ciudad y 100–120 km/h en los alrededores. 
Dubai ocupó el tercer lugar entre los mejores servicios de taxi detrás de Tokio y Singapur. 

## Drogas ilícitas
Se advierte a los viajeros que ingresan a Dubái que se les impondrán duras sanciones por el uso de drogas ilícitas o su contrabando. Las autoridades de Dubái utilizan equipos altamente sensibles para realizar búsquedas exhaustivas y encontrar rastros de sustancias ilegales. Un juez superior de Dubai fue citado el 11 de febrero de 2008 por el Dubai City News diciendo: "Estas leyes ayudan a disuadir a cualquiera de portar o usar drogas. Incluso si la cantidad de drogas ilegales encontradas en alguien es de 0,05 gramos, será declarado culpable. La pena es de un mínimo de cuatro años. El mensaje es claro — no se tolerarán las drogas".

## Salud
No se requieren vacunas especiales, pero se recomienda a los turistas que compren un seguro médico adecuado antes de viajar. Los programas gubernamentales de inmunización han llevado su reconocimiento por una revista de viajes. Como última incorporación al moderno sistema de atención médica establecido, Dubái ofrece contactos de atención médica en línea de prácticamente todos los médicos en Dubái.

## Turismo deportivo
Dubai alberga los siguientes campeonatos internacionales:
- Dubai World Cup : la carrera de caballos más rica del mundo
- Dubai Classic - el campeonato de golf
- Tenis Barclays Dubai para hombres y mujeres
- Carreras mundiales de lanchas motoras de la UIM
- Rugby a siete
- Rally Internacional de Dubái
- Dubái Snooker Clásico
- El desafío del desierto de los EAU
- Maratón de Dubái de Standard Chartered